# Xanthelasma

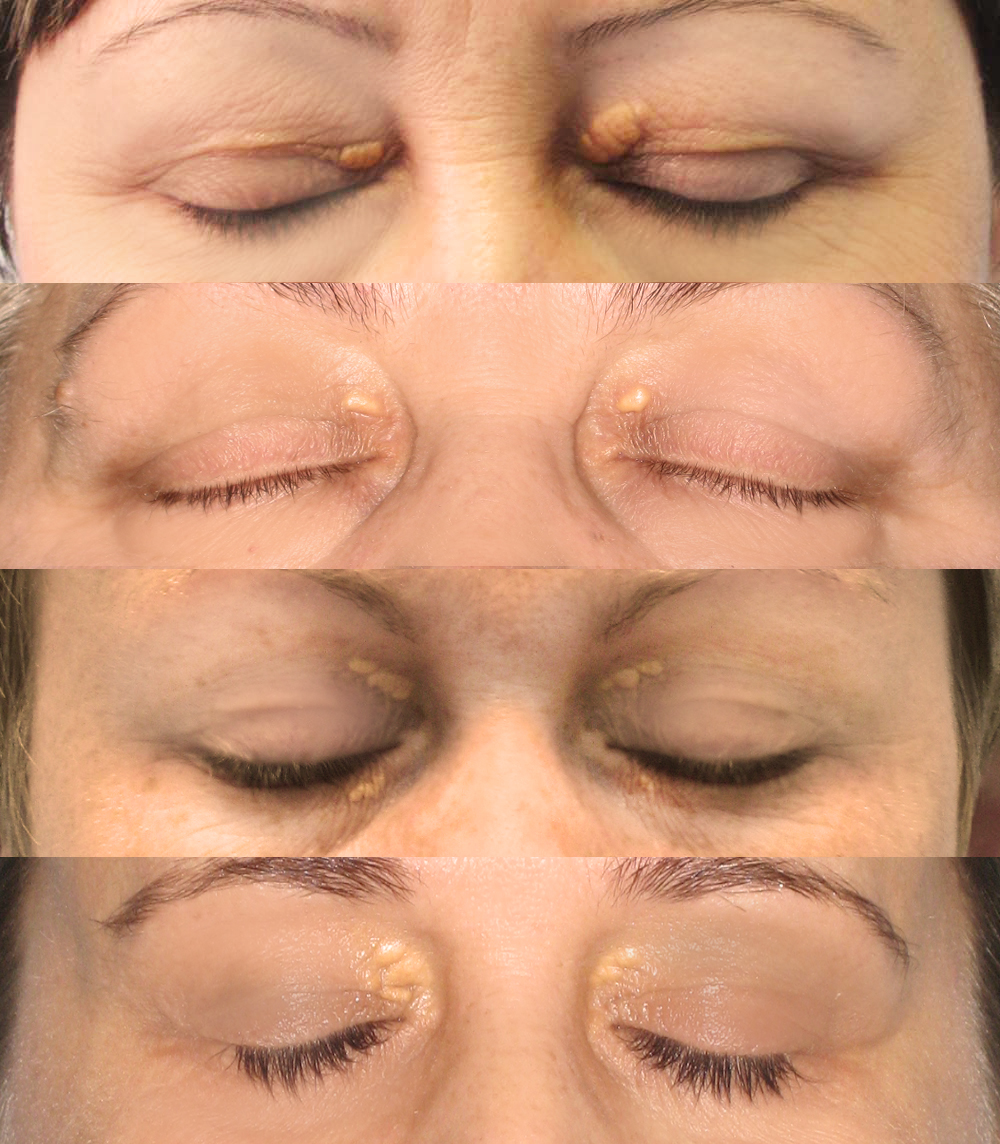
Quatre exemples de formes, tailles et positions de Xanthelasmas

Le xanthelasma est un xanthome (dépôt lipidique, ici de couleur chamois (jaune pâle ou beige)  apparaissant sur la paupière, souvent  au niveau de l'angle nasal de l'œil ; 
Il peut être un signe d'hypercholestérolémie ou le résultat d'une prédisposition génétique sans relation avec un problème de cholestérol.

## Signe clinique prédictif
L'apparition de xanthelasma aurait une forte valeur prédictive positive d'accidents cardio-vasculaire.

## Anatomie pathologique
Sur le plan microscopique, le xanthelasma se caractérise par la présence d'amas de macrophages spumeux (chargés de lipides) dans le derme.

## Prise en charge
Le xanthelasma n'a aucun potentiel d'évolutivité maligne et n'est pas inquiétant en soi, cependant il peut selon son étendue constituer une gêne esthétique.
Dans ce cas, une prise en charge peut être envisagée : 
- chirurgicale (exérèse simple des lésions au bloc opératoire avec hémostase puis suture) ;
- laser (laser argon et traiter localement le xanthélasma par le laser co2[3]).